# 氢氧化铝
氢氧化铝（aluminium hydroxide），化學式Al(OH)3，是铝的氢氧化物。是一种碱，由于又显一定的酸性，所以又被俗称为“铝酸”（H3AlO3或HAlO2·H2O），但实际与碱反应时生成的是四羟基合铝酸盐。

## 溶解性
氢氧化铝不溶于水和醇，但能溶于强酸、强碱，并起反应。

## 实验室制取
在实验室中常常使用铝盐和碱反应生成氢氧化铝，但由于氢氧化铝会与强碱反应但不易与弱碱反应，因此如果使用强碱制取氢氧化铝，加入量的多少不易控制，所以通常不使用如氢氧化钠、氢氧化钾等强碱制取，而是使用氨水与铝盐反应，反应式：
Al3+ + 3NH3.H2O → Al(OH)3↓ + 3NH4+
在实验室中也可以使用偏铝酸盐和酸反应制取氢氧化铝，与碱相同，氢氧化铝同样易与强酸反应但不易与弱酸反应，所以通常采用碳酸等弱酸反应制取，反应式：
[Al(OH)4]− + H+ → H2O + Al(OH)3

## 化学反应
氢氧化铝为两性物质，既可以与酸反应，又可以与碱反应。
- 与酸：氢氧化铝与强酸反应，生成铝盐，反应通式为：

Al(OH)3(s) + 3H+(aq) → Al3+(aq) + 3H2O(l)
- 与碱：氢氧化铝与强碱反应生成四羟基合铝酸盐——[Al(OH)4]−。反应通式为：

Al(OH)3(s) + OH−(aq) → [Al(OH)4]−(aq)

## 用途
- 氢氧化铝可以用于生产氧化铝制品。
- 用于生产氟化铝、冰晶石、硫酸铝等无机盐。
- 用于制造各种阻燃剂、防水织物、油墨、玻璃器皿、纸张填料、轮滑剂等用品。
- 氢氧化铝膠體溶液具很大的吸附能力，能吸附色質或與之化合，使色質固著於棉紗纖維，在染料工業上被用作媒染劑。
- 氢氧化铝膠體因能膠結水中的濁質並沉澱，故用作淨水劑。為一相當常用於除去水中雜質的膠狀凝聚劑，故於自來水中添加明礬可促使鋁離子Al3+水解成氫氧化鋁膠體吸附雜質，再利用簡單的過濾設備將氫氧化鋁及其吸附的雜質過濾掉，即可完成自來水的初步過濾。
- 氢氧化鋁是一种历史悠久的（非特異性）抗酸药，能抗酸、吸着、局部止血和保护溃疡面等作用，作用缓慢、持久，但效果较弱。常用于作中和胃酸的药物，是胃舒平的有效成分。氫氧化鋁以膠囊，片劑，口服液和混懸液的形式出現。使用劑量和頻率取決於所治療的疾病。懸浮液在給藥前需要搖勻。

## 毒性
氢氧化铝的毒性一般表现为铝的毒性，但氢氧化铝更容易引起肺泡上皮增生。

## 参看
- 两性物质
- 偏铝酸